# Saïfa-Arad
Newaya Krestos, roi d’Éthiopie sous le nom de Saïfa-Arad « Terreur des glaives » (1344-1372). Il est le fils du négus Amda Seyon Ier.

## Biographie
Saïfa-Arad pacifie le Tigré et combat victorieusement une révolte des Musulmans de l’Ifat.
Sous son règne, l’Éthiopie a acquis un tel prestige qu’elle fait figure de protectrice officielle du patriarcat d’Alexandrie. En 1352, sur ordre du métropolite Abba Salama, les Éthiopiens vengent l’emprisonnement du patriarche d’Alexandrie Marc par l’exécution ou la conversion forcée de marchands égyptiens qui se trouvaient sur leur territoire. La tradition rapporte qu’ils auraient conduit une expédition armée jusque dans la vallée du Nil.

## Sources
- Hubert Jules Deschamps, (sous la direction). Histoire générale de l'Afrique noire de Madagascar et de ses archipels Tome I : Des origines à 1800. p. 401 P.U.F Paris (1970);